# 车库

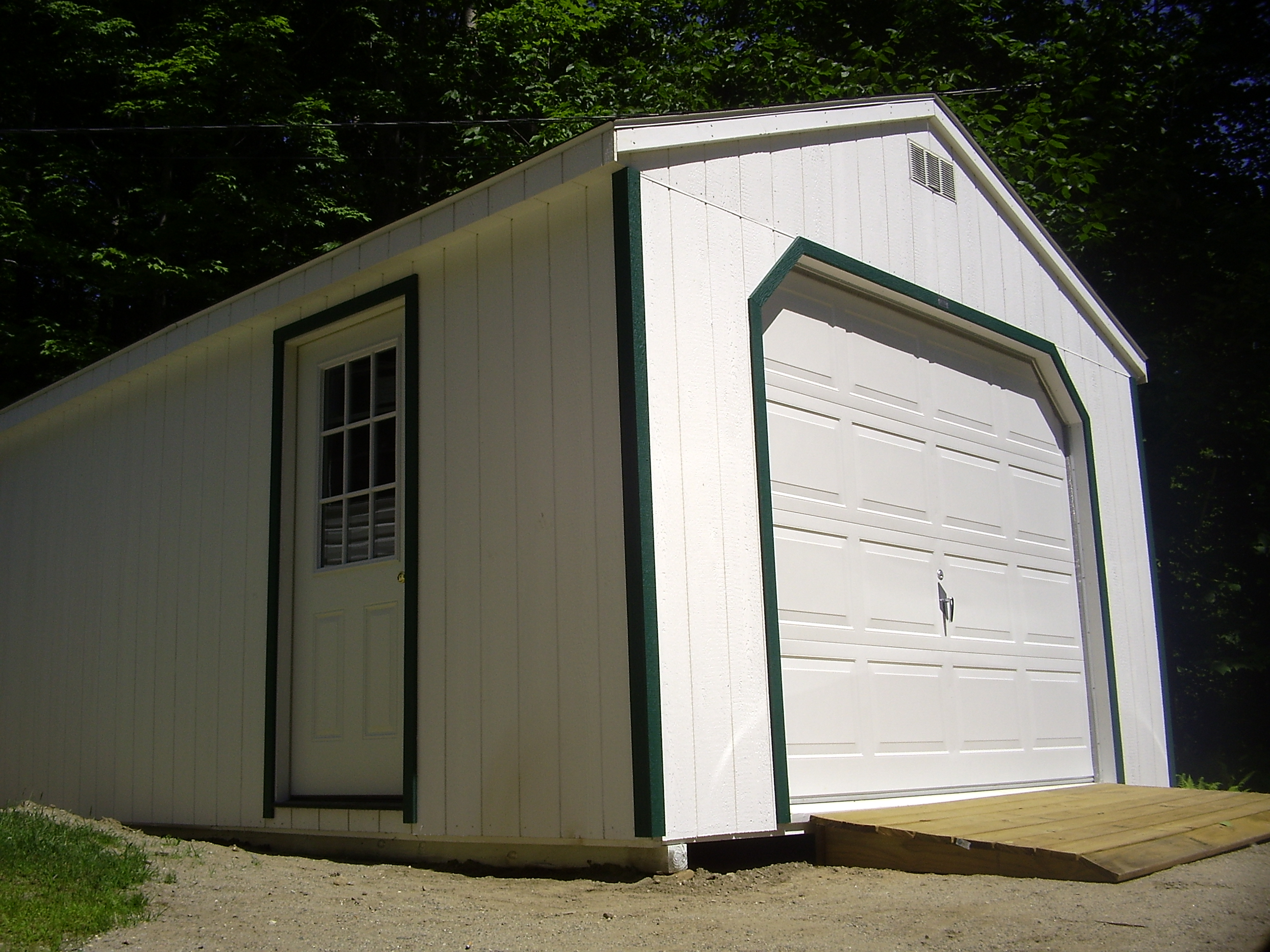
家用车库

车库是用于停放车辆的建筑物，通常可提供遮风避雨的功能。车库有多种类型，有些与住宅建筑相连或设于地下，而另一些则独立存在，不与其他建筑物相连。车库的门可以是手动或电动的，出口通常比车辆更宽更高，以方便车辆进出。除了停放车辆外，车库还可用作仓库、工作室等用途。一些知名企业如惠普公司、亞馬遜公司、蘋果公司等，都是从车库创立起步，这种创业方式被称为“车库创业”。

## 另見
- 車棚
- 扇形車庫